# Euphrosyne (Vorname)
Euphrosyne ist ein weiblicher Vorname.

## Herkunft und Bedeutung
Der Name kommt aus dem Griechischen: εὖ (eu) bedeutet „gut“ and φρήν (phren) bedeutet „Herz, Verstand, Sinn, Geist“. Man kann also etwa übersetzen: „die Frohsinnige“, „die Heitere“ oder „die Gutherzige“. Den Namen Euphrosyne trägt eine der drei Grazien der griechischen Mythologie. Die beiden anderen sind Thalia und Aglaia.

## Varianten
- Euphrosina / Euphrosine
- Efrosini / Effrosini / Effrosyni
- Efrosinia / Efrosinija
- Jewfrossinija

## Namensträgerinnen

### Euphrosyne / Euphrosina / Euphrosine
- Euphrosine Aue (1677–1715), deutsche Dichterin
- Euphrosine Beernaert (1831–1901), belgische Landschaftsmalerin
- Euphrosyne (Byzanz) (~1155–1211), byzantinischen Kaiserin
- Euphrosina Heldin von Dieffenau (* um 1550; † 1636), deutsch-schwedische Hofdame
- Euphrosina von Kiew (1130–1186), Königin von Ungarn
- Euphrosyne Parepa-Rosa (1836–1874), englische Opernsängerin (Sopran)
- Euphrosine Paspati (1880–1935), griechische Tennisspielerin
- Euphrosyne von Polazk (1110–1173), gilt als Schutzheilige der Weißrussen

Zwischenname
- Marie Euphrosine von Pfalz-Zweibrücken-Kleeburg (1625–1687), Pfalzgräfin von Zweibrücken-Kleeburg
- Anna Euphrosine Mogen (1686–1748), deutsche Barock-Schriftstellerin und Historikerin

### Andere Varianten
- Effrosyni Sfyri (* 1971), griechische Beachvolleyballspielerin
- Jewfrossinija Antonowna Kersnowskaja (1908–1994), russische Autorin, Zeitzeugin des sowjetischen Straflagersystems